# Bayu Gatra Sanggiawan
Bayu Gatra Sanggiawan (Jember, 12 novembre 1991) è un calciatore indonesiano, centrocampista del Madura United.

## Carriera

### Club
Ha giocato nella prima divisione indonesiana.

### Nazionale
Ha esordito in nazionale nel 2014.

## Palmarès

### Club

#### Competizioni nazionali
- Coppa d'Indonesia: 1

PSM Makassar: 2019